# 브랙널포리스트

브랙널포리스트의 위치

브랙널포리스트(영어: Bracknell Forest)는 잉글랜드 버크셔주에 위치한 단일 자치구로 면적은 109.38km2, 인구는 118,025명(2014년 기준)이다. 1998년 4월 1일에 신설되었다. 주요 도시로는 브랙널, 샌드허스트가 있다.